# Liste von Kunstwerken im öffentlichen Raum in Xanten
Die Liste von Kunstwerken im öffentlichen Raum in Xanten gibt einen Überblick über Kunst im öffentlichen Raum, unter anderem Skulpturen, Plastiken, Landmarken und andere Kunstwerke in Xanten, Kreis Wesel. Es besteht kein Anspruch auf Vollständigkeit.

## Kunstwerke in Xanten
| Bezeichnung                 | Standort                                      | Koordinate                      | errichtet | Künstler                   | Anmerkungen | Bild           |
| --------------------------- | --------------------------------------------- | ------------------------------- | --------- | -------------------------- | --- | -------------- |
| Viktorstatue                | Dom Sankt Viktor                              | 51° 39′ 45,2″ N, 6° 27′ 13,5″ O |           |                            | |                |
| Quader und Würfel           | Dom Sankt Victor / Kapitel                    | 51° 39′ 42,8″ N, 6° 27′ 10,6″ O |           | Günter Zins                | Skulpturen aus geschweißten Edelstahlstangen. Würfel am Dreigiebelhaus und Quader auf der Säule mit den Gargoyles auf dem Domplatz. |                |
| Siegfried in Xanten         | Nordwall 5, an der Kriemhildmühle             | 51° 39′ 48,7″ N, 6° 27′ 2,2″ O  | 2000      | Erika Rutert               | Bronzerelief mit Episoden aus dem Nibelungenlied |                |
| Mahnender Engel             | Treppe Placidahaus / Klever Straße            | 51° 39′ 41,9″ N, 6° 27′ 8,3″ O  |           |                            | Erzengel Michael, ursprünglich über den Eingang der Engel-Apotheke angebracht. Er wurde 1945 vor den Bombenangriffen gerettet und 2010 restauriert. Seinen neuen Platz fand er am Treppenaufgang zum Siegfried-Museum.                                                                                               |                |
| 45 eiserne Schuhe           | Auf der Mauer Am Ziegelhof / Domplatz         | 51° 39′ 42,2″ N, 6° 27′ 9,6″ O  | 1998      | Christoph Wilmsen-Wiegmann | Die 45 eisernen Schuhe sind wohl das unbekannteste Kunstwerk in Xanten. Sie befinden sich auf der 8 Meter hohen Mauer zum Domplatz und sind vom Boden aus nicht zu sehen. Sie erinnern an die 45–60 Kölner Juden, die während des Pogroms von 1096 von französischen Kreuzrittern ermordet wurden.                   |                |
| Siegfried tötet den Drachen | Am Tor Kurfürstenstraße                       | 51° 39′ 41,3″ N, 6° 27′ 8,1″ O  |           | Gerd Mattissen             | Metallskulptur, gestiftet von Maria Friese |                |
| Siegfried und Drache        | Nordwall                                      | Koordinaten fehlen! Hilf mit.   |           |                            | Metallskulptur am DPSG Sankt Viktor. |                |
| Frauen an der Wasserpumpe   | Klever Tor, Klever Straße                     | 51° 39′ 45,7″ N, 6° 27′ 0,5″ O  |           | Bonifatius Stirnberg       | Bronze | weitere Bilder |
| Buttermarktpumpe            | Rheinstraße 32                                | 51° 39′ 47,2″ N, 6° 27′ 7,2″ O  |           |                            | Wasserpumpe mit Marktfrau |                |
| Entenmarktpumpe             | Karthaus 16                                   | 51° 39′ 49,2″ N, 6° 27′ 12,5″ O |           |                            | Wasserpumpe mit Gans |                |
| Nibelungentor               | Kreisverkehr Rheinberger Straße / Am Römertor | 51° 39′ 54,5″ N, 6° 27′ 11,6″ O |           | Christoph Wilmsen-Wiegmann | 34 Tonnen schwere Steinskulptur aus schwarzen Granit vom westlichen Oslofjord. Das Nibelungentor, gelegentlich auch Römertor, genannte Kunstwerk steht genau auf der Schwelle zwischen römischer und mittelalterlich-fränkischer Stadt. In der Nähe befand sich, laut der Sage, der Königshof von Siegfrieds Eltern. |                |
| Steinkreis im Westwall      | Westwall / Fildersteg                         | 51° 39′ 33,8″ N, 6° 27′ 16,6″ O |           | Christoph Wilmsen-Wiegmann | Steinkreis mit 12 m Durchmesser aus 12 Steinbrocken aus skandinavischen Granit mit einem Gewicht von 700 – 1200 kg an der Wallanlage. Er wird auch Xantener Stonehenge genannt. |                |
| Fußspuren                   | Innenstadt                                    |                                 | 2001      |                            | Xantener "Walk of Fame", Tonfliesen mit Fußabdrücken bekannter und unbekannter Zeitgenossen aus Xanten und seiner Besucher. |                |
| Hagelkreuz                  | Xanten-Wardt, Landzunge Xantener Südsee       | 51° 40′ 59,4″ N, 6° 26′ 44,2″ O | 1618      |                            | Steinkreuz zum Schutz der bäuerlichen Bevölkerung vor Hagel und Flut |                |
| Maria von Burgund           | Xanten-Marienbaum, Marienbaumer Marktplatz    | 51° 41′ 56,2″ N, 6° 22′ 31,5″ O | 2003      | Bonifatius Stirnberg       | Bronzestatue der Maria von Burgund (1394–1463) Herzogin von Kleve, Stifterin des Birgittenklosters von Marienbaum. Gestiftet von Christiane und Emil Underberg |                |